# Nephodia sibylla
Nephodia sibylla är en fjärilsart som beskrevs av W. Warren 1904. Nephodia sibylla ingår i släktet Nephodia och familjen mätare. Inga underarter finns listade i Catalogue of Life.